# Triclosan
Triclosan ou triclosano é um agente bacteriostático, de odor levemente aromático, pertencente ao grupo dos fenoxifenois policlorados. É usado como anti-séptico (efetivo contra bactérias gram negativas, bem como gram positivas)[carece de fontes?] e também como conservante em cosméticos. É encontrado principalmente em medicamentos, sabonetes, loções, desodorantes e cremes dentais.
É eficaz também contra fungos e bolores.

## Medidas de primeiros socorros
P302 + P352 SE ENTRAR EM CONTACTO COM A PELE: lavar com sabonete e água abundantes. P305 + P351 + P338 SE ENTRAR EM CONTACTO COM OS OLHOS: enxaguar cuidadosamente com água durante vários minutos. Se usar lentes de contato, retire-as, se tal lhe for possível. Continuar a enxaguar. P312 Caso sinta indisposição, contate um CENTRO DE INFORMAÇÃO ANTIVENENOS ou um médico. P321 Tratamento específico (ver as instruções suplementares de primeiros socorros no presente rótulo). P332 + P313 Em caso de irritação cutânea: consulte um médico. P337 + P313 Caso a irritação ocular persista: consulte um médico. P362 Retirar a roupa contaminada e lavá-la antes de a voltar a usar. P391 Recolher o produto derramado. Destruição P501 Eliminar o conteúdo/ recipiente em instalação aprovada de destruição de resíduos

## Mecanismo de ação
O mecanismo de ação do triclosan depende da sua concentração. Em baixas concentrações atua como agente bacteriostático, inibindo a síntese de ácidos por formar uma ligação covalente com o NAD+ no local ativo da enzima enzima redutase enoil-ACP (Fab I), inibindo-a.
Já em concentraçãos mais elevadas, o triclosan atua como agente bactericida por indução da libertação de potássio, causando desastabilização da membrana da bactéria e morte celular.

## Concentrações utilizadas em produtos
- Desodorizantes: 0,1 a 0,2%
- Cremes/loções: 0,2 a 0,3%
- Sabonete para profilaxia cirúrgica: 1%

### Denominações comerciais
Cliniderm, Cremol-Ritter, Lipo Sol Lotio Widmer, Procutol,
Acne Crème Widmer, Antebor, DuoGalen, Pixor, Rutisept, InfectoCortiSept, Sulgan-N, Undex.

## Saúde
Triclosan é usado em uma variedade de produtos domésticos comuns, incluindo sabonetes, detergentes, cremes dentais, entre outros. O FDA, orgão governamental dos Estados Unidos que regulamenta o uso de substâncias com potenciais riscos à saúde, está reavaliando a sua segurança e eficácia. Um estudo realizado em 2012 indicou que Triclosan enfraquece células musculares isoladas em laboratório, e também células musculares em ratos e peixes vivos, em doses similares àquelas a que pessoas poderiam estar expostas normalmente. Estudos recentes (2014) indicam que o Triclosan pode induzir o câncer no fígado.

## Alergias
Um estudo conduzido pela Escola de Saúde Pública da Universidade do Michigan associou a superexposição ao triclosan com uma maior suscetibilidade à alergias em indivíduos jovens.
Pesquisadores da Universidade da Califórnia e da Universidade de Colorado analisaram os efeitos da exposição a triclosan em fibras musculares cardíacas e esqueléticas. As amostras não se contraíram com eficiência, quando recebiam pequenas descargas elétricas.
Após vinte minutos de exposição a triclosan, ratos de laboratório apresentaram redução de 25% em suas funções cardíacas.

## Toxicocinética
Absorção
A ingestão e absorção cutânea são as vias mais prováveis de exposição ao triclosan em humanos devido ao seu amplo uso em produtos. A absorção via dérmica pode ocorrer através do uso de sabonetes e géis de banho, enquanto a absorção pelas mucosas da cavidade oral ou pelo trato gastrointestinal pode ocorrer pelo consumo de elixires bucais e dentífricos, atingindo, posteriormente, a circulação.
Distribuição
O triclosan é vastamente distribuído pelo organismo através da corrente sanguínea. Os orgãos em que mais se concentra são a vesícula biliar, fígado, pulmões e tecido adiposo. O triclosan é detetável em fluídos biológicos humanos, como urina, soro/plasma e leite materno.
Metabolismo
O triclosan é maioritariamente metabolizado por reações de fase I, nomeadamente hidroxilação, e por reações de fase II, essencialmente glucuronidação e sulfonação.
Excreção
A maior parte do triclosan é eliminada pela urina, uma vez que os seus conjugados são hidrofílicos. A excreção através de fezes é a via secundária de eliminação nos humanos.

Depois de absorção oral do triclosan, a excreção renal tem como tempo de semi vida 11 horas. Em relação aos roedores, a eliminação por fezes é a via principal, tendo de um tempo de semi vida de eliminação, por via oral, entre 8 a 15 horas.